# GlusterFS
Gluster是一个可水平拓展的网络文件系统。它是各种不同的存储服务器之上的组合，这些服务器由以太网或Infiniband RDMA网络互相融汇，最终形成一个大的并行网络文件系统。它有包括云计算在内的多重应用，诸如：生物信息学，流媒体、文档存储和CDN等。Gluster是由GNU托管的自由软件，许可证是AGPL。Gluster公司，是Gluster的首要商业赞助商，且提供商业产品以及基于Gluster的解决方案。

## 设计
Gluster是客户端-服务器架构。服务器一般被部署成存储砖（storage brick），每一台服务器运行一个名为glusterfsd 的守护进程，将本地文件系统导出为卷。Gluster的客户端进程通过TCP/IP，InfiniBand或SDP之上构建的自定义协议连接到服务器，使用可以叠加的翻译器（translator）将多个远程服务器上的虚拟卷组聚合起来。通常情况下，每个文件会被作为一个整体来存储，但是，将文件条带化存放在多个远程卷组也是可以实现的。客户端可以通过 FUSE 机制使用 GlusterFS 的原生协议，或者通过内置的服务端翻译器使用NFS v3 协议来挂载这个聚合的卷，或者直接使用 gfapi 客户端函数库来访问这个卷。客户端可以使用统一文件对象（Unified File and Object, UFO）翻译器来二次导出一个原生协议挂载，比如通过内核空间的 NFS v4 服务器、SAMBA 或是基于对象的 OpenStack Storage 协议。
大多数GlusterFS功能被实现为翻译器，包括了：
- 基于文件的镜像[5]与赋值[6]技术
- 基于文件的数据存储计算领域的数据带[7]技术
- 基于文件的负载平衡[8]技术
- 卷的双机备份[9]技术
- 磁盘高速缓存[10]技术以及排产[11]

Gluster的设计遵循奥卡姆剃刀原則的简单性：尽管它导出一已存在，但是构建存储的决定权在于客户端翻译器。客户端自身都是没有状态的，互相之间没有交互。但是期望相互间的翻译器配置是一致的。这会引发内存一致性模型问题，但这种设计允许Gluster用商用硬件在规模上能达到数个拍字节，避免了通常影响分布式文件系统的紧内聚松耦合瓶颈。

## 引用
1. ↑  . 2023年11月6日  [2023年11月18日].
2. ↑  . Gluster Documentation. Gluster.org.   [30 April 2014]. （原始内容存档于2016-05-03）.
3. ↑  AGPL（页面存档备份，存于）
4. ↑  .   [2022-02-21]. （原始内容存档于2022-05-12）.
5. ↑  镜像 （页面存档备份，存于）
6. ↑  赋值 （页面存档备份，存于）
7. ↑  数据带 （页面存档备份，存于）
8. ↑  负载平衡 （页面存档备份，存于）
9. ↑  双机备份 （页面存档备份，存于）
10. ↑  磁盘高速缓存 （页面存档备份，存于）
11. ↑  排产 （页面存档备份，存于）技术
  - 存储分配技术 （页面存档备份，存于）